# Selección de fútbol playa de Italia
La Selección de fútbol playa de Italia representa Italia en los campeonatos internacionales de fútbol playa y está controlada por la Federación Italiana de Fútbol, que pertenece a la UEFA.

## Estadísticas

### Copa Mundial de Fútbol Playa FIFA
| Copa Mundial de Fútbol Playa FIFA | Copa Mundial de Fútbol Playa FIFA | Copa Mundial de Fútbol Playa FIFA | Copa Mundial de Fútbol Playa FIFA | Copa Mundial de Fútbol Playa FIFA | Copa Mundial de Fútbol Playa FIFA | Copa Mundial de Fútbol Playa FIFA | Copa Mundial de Fútbol Playa FIFA |
| Año                               | Ronda                             | J                                 | G                                 | G+                                | P                                 | GF                                | GC                                |
| --------------------------------- | --------------------------------- | --------------------------------- | --------------------------------- | --------------------------------- | --------------------------------- | --------------------------------- | --------------------------------- |
| 2005                              | No clasificó                      | No clasificó                      | No clasificó                      | No clasificó                      | No clasificó                      | No clasificó                      | No clasificó                      |
| 2006                              | Fase de grupos                    | 3                                 | 0                                 | 0                                 | 3                                 | 6                                 | 11                                |
| 2007                              | Fase de grupos                    | 3                                 | 1                                 | 0                                 | 2                                 | 13                                | 12                                |
| 2008                              | Subcampeón                        | 6                                 | 3                                 | 1                                 | 2                                 | 27                                | 21                                |
| 2009                              | Cuartos de final                  | 4                                 | 1                                 | 1                                 | 2                                 | 11                                | 12                                |
| 2011                              | Cuartos de final                  | 4                                 | 1                                 | 2                                 | 1                                 | 18                                | 18                                |
| 2013                              | No clasificó                      | No clasificó                      | No clasificó                      | No clasificó                      | No clasificó                      | No clasificó                      | No clasificó                      |
| 2015                              | Cuarto lugar                      | 6                                 | 4                                 | 0                                 | 2                                 | 27                                | 20                                |
| 2017                              | Cuarto lugar                      | 6                                 | 4                                 | 0                                 | 2                                 | 37                                | 25                                |
| 2019                              | Subcampeón                        | 6                                 | 3                                 | 1                                 | 2                                 | 38                                | 27                                |
| 2021                              | No clasificó                      | No clasificó                      | No clasificó                      | No clasificó                      | No clasificó                      | No clasificó                      | No clasificó                      |
| 2024                              | Subcampeón                        | 6                                 | 3                                 | 0                                 | 2                                 | 21                                | 14                                |
| 2025                              | Cuartos de final                  | 4                                 | 2                                 | 0                                 | 2                                 | 16                                | 10                                |
| Total                             | 10/13                             | 48                                | 22                                | 5                                 | 20                                | 214                               | 170                               |

### Clasificación Copa Mundial FIFA
| Clasificación de UEFA para la Copa Mundial de Fútbol Playa FIFA | Clasificación de UEFA para la Copa Mundial de Fútbol Playa FIFA | Clasificación de UEFA para la Copa Mundial de Fútbol Playa FIFA | Clasificación de UEFA para la Copa Mundial de Fútbol Playa FIFA | Clasificación de UEFA para la Copa Mundial de Fútbol Playa FIFA | Clasificación de UEFA para la Copa Mundial de Fútbol Playa FIFA | Clasificación de UEFA para la Copa Mundial de Fútbol Playa FIFA | Clasificación de UEFA para la Copa Mundial de Fútbol Playa FIFA |
| Año                                                             | Ronda                                                           | J                                                               | G                                                               | G+                                                              | P                                                               | GF                                                              | GC                                                              |
| --------------------------------------------------------------- | --------------------------------------------------------------- | --------------------------------------------------------------- | --------------------------------------------------------------- | --------------------------------------------------------------- | --------------------------------------------------------------- | --------------------------------------------------------------- | --------------------------------------------------------------- |
| 2008                                                            | Cuarto lugar                                                    | 6                                                               | 4                                                               | 1                                                               | 1                                                               | 27                                                              | 18                                                              |
| 2009                                                            | Quinto lugar                                                    | 7                                                               | 6                                                               | 0                                                               | 1                                                               | 49                                                              | 26                                                              |
| 2011                                                            | Octavos de final                                                | 3                                                               | 2                                                               | 0                                                               | 1                                                               | 10                                                              | 7                                                               |
| 2013                                                            | Octavos de final                                                | 4                                                               | 2                                                               | 1                                                               | 1                                                               | 17                                                              | 15                                                              |
| 2015                                                            | Tercer lugar                                                    | 8                                                               | 5                                                               | 2                                                               | 1                                                               | 43                                                              | 25                                                              |
| 2017                                                            | Cuarto lugar                                                    | 8                                                               | 6                                                               | 0                                                               | 2                                                               | 39                                                              | 30                                                              |
| 2019                                                            | Subcampeón                                                      | 8                                                               | 6                                                               | 0                                                               | 2                                                               | 42                                                              | 22                                                              |
| 2021                                                            | Séptimo lugar                                                   | 6                                                               | 4                                                               | 0                                                               | 2                                                               | 36                                                              | 12                                                              |
| Total                                                           | 8/8                                                             | 50                                                              | 35                                                              | 4                                                               | 11                                                              | 263                                                             | 155                                                             |

## Logros
- Euro Beach Soccer League: 3 (2005, 2018, 2023)
- Juegos Mediterráneos de Playa: 2 (2015, 2019)

## Equipo actual
Actualizado el 24 de abril de 2017:

### Jugadores destacados
- Cristiano Pavone
- Stefano Torrisi
- Maurizio Iorio
- Cristiano Scalabrelli
- Massimo Agostini
- Paolo Di Canio
- Marco Ballotta
- Diego Sinagra